# Alnus nepalensis
Alnus nepalensis — вид квіткових рослин з родини березових (Betulaceae). Росте у Гімалаях і Південно-Східній Азії.

## Біоморфологічна характеристика
Це листопадне чи напівлистопадне дерево з прямим стовбуром, яке швидко росте і може досягати до 30 метрів заввишки. Кора сіра чи темно-сіра, гладка. Гілочки темно-коричневі, рідко жовті, в молодості запушені, голі. Листкова ніжка міцна, 1–2.5 см, майже гола. Листова пластинка обернено-ланцетної, обернено-яйцюватої форми, яйцюватої чи еліптичної форми, 4–16 × 2.5–10 см; поверхні абаксіально (низ) зі щільними, смолистими залозками, жовто запушена вздовж жилок, борідка в пазухах бічних жилок; адаксіально (верх) гола; край цільний чи віддалено дрібно зазубрений, верхівка різка чи гостра, рідше загострена. Жіночі суцвіття численні, у волоті, еліпсоїдні, 2–2.2 см × 7–8 мм. Горішок довгастий, ≈ 2 мм, з перетинчастими крилами, ≈ 1/2 ширини горішка. 2n = 28, 56.

## Поширення й екологія
Поширення: пн. Індія, Бангладеш, Бутан, Китай, М'янма, Непал, Таїланд, В'єтнам. Росте на висотах від 200 до 3600 метрів. Це вид-піонер, він добре росте при повному освітленні, але також переносить тінь. Не вимагає високої родючості ґрунту, але віддає перевагу водопроникним ґрунтам. На низьких висотах він зустрічається у вологих місцях, наприклад біля річок, але він буде колонізувати кам’янисті ділянки, оголені зсувами, або землю, залишену після культивації. У природі стрічається як у чистих, так і в змішаних насадженнях і поширений у руслах струмків, біля струмків, у ярах і в більш сухих лісах. Любить легкий і холодний клімат із середньорічними температурами нижче 15°C, добре переносить сильні холоди та сильні морози..

## Загрози й охорона
Немає повідомлень про серйозні загрози для цього виду. Воно дуже чутливе до нападу дефоліаторів (Oreina sp., Anomala sp.), але це не вбиває дерево. Попелиця Eutfichosiphym alnifoliae є шкідником економічного значення. У всьому Гімалайському ареалі цей вид може опинитися під загрозою вторгнення, деградації, надмірної експлуатації та надмірного випасу, оскільки це відомі загрози для вологих гірських лісів Гімалаїв. Також загрозою для дерев, що ростуть у Гімалаях, є збір паливної деревини та деревини місцевими жителями.

## Використання
Деревина має низьку теплотворну здатність, легко сохне, добре горить і є важливим джерелом дров і деревного вугілля. Попри те, що це не найкращий будівельний матеріал, деревина легка, м’яка, має рівну текстуру, досить добре витримується, її легко розпилювати та обробити вручну чи машиною. Підходить для коробок, лубок і сірників, жердин, загальних столярних виробів, виготовлення недорогих меблів, токарного та газетного паперу. Кора використовується в місцевій медицині і іноді використовується для дублення та фарбування. Alnus nepalensis висаджують разом з однорічними культурами і використовують як тіньове дерево для Cinchona officianalis та Eletaria subulatum. Дерево швидко росте і використовується як зв'язувальна речовина для ґрунту в зсувних районах, іноді його висаджують для боротьби з ерозією на схилах пагорбів і для відновлення землі під час посівного обробітку.

## Галерея

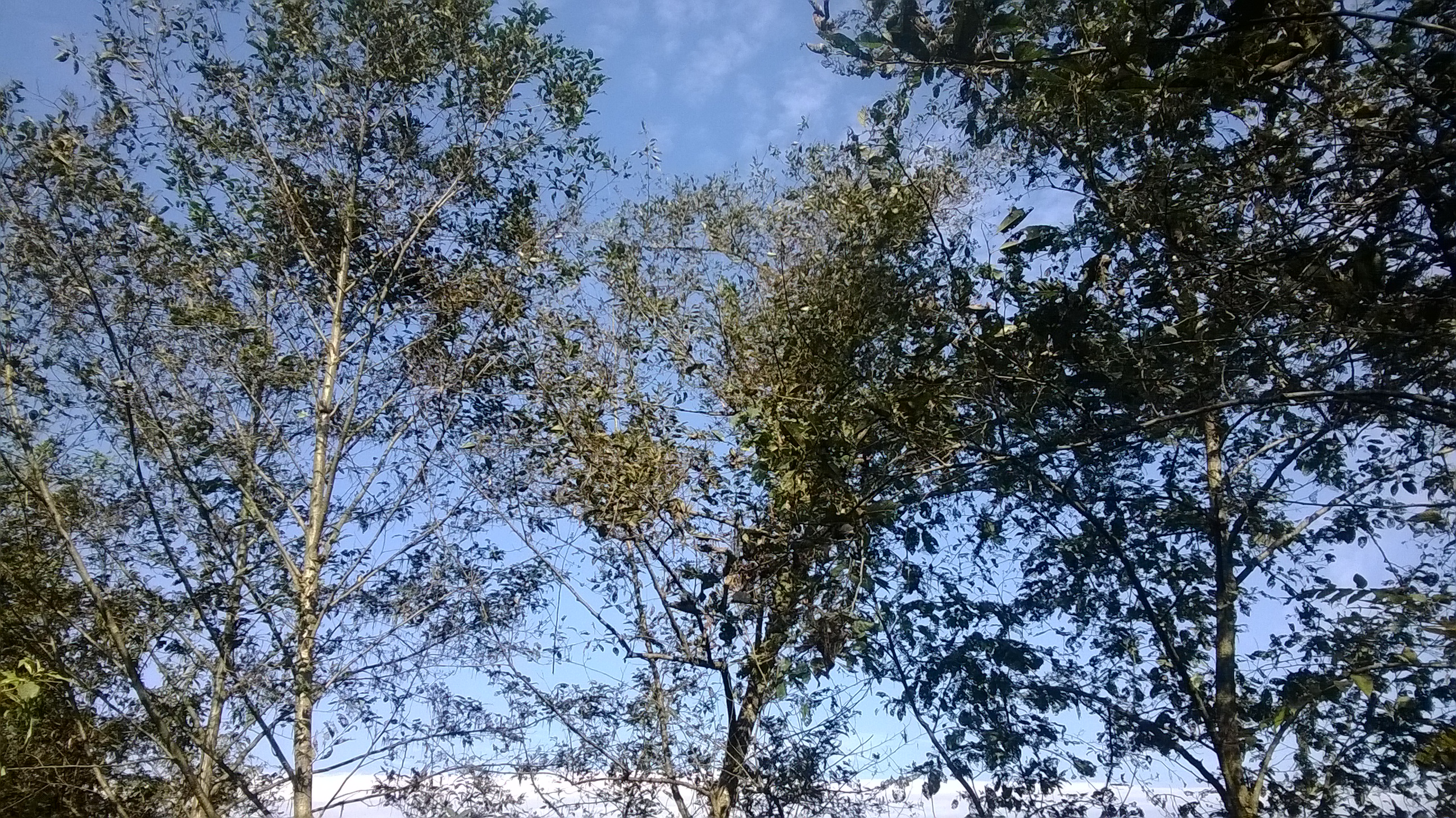
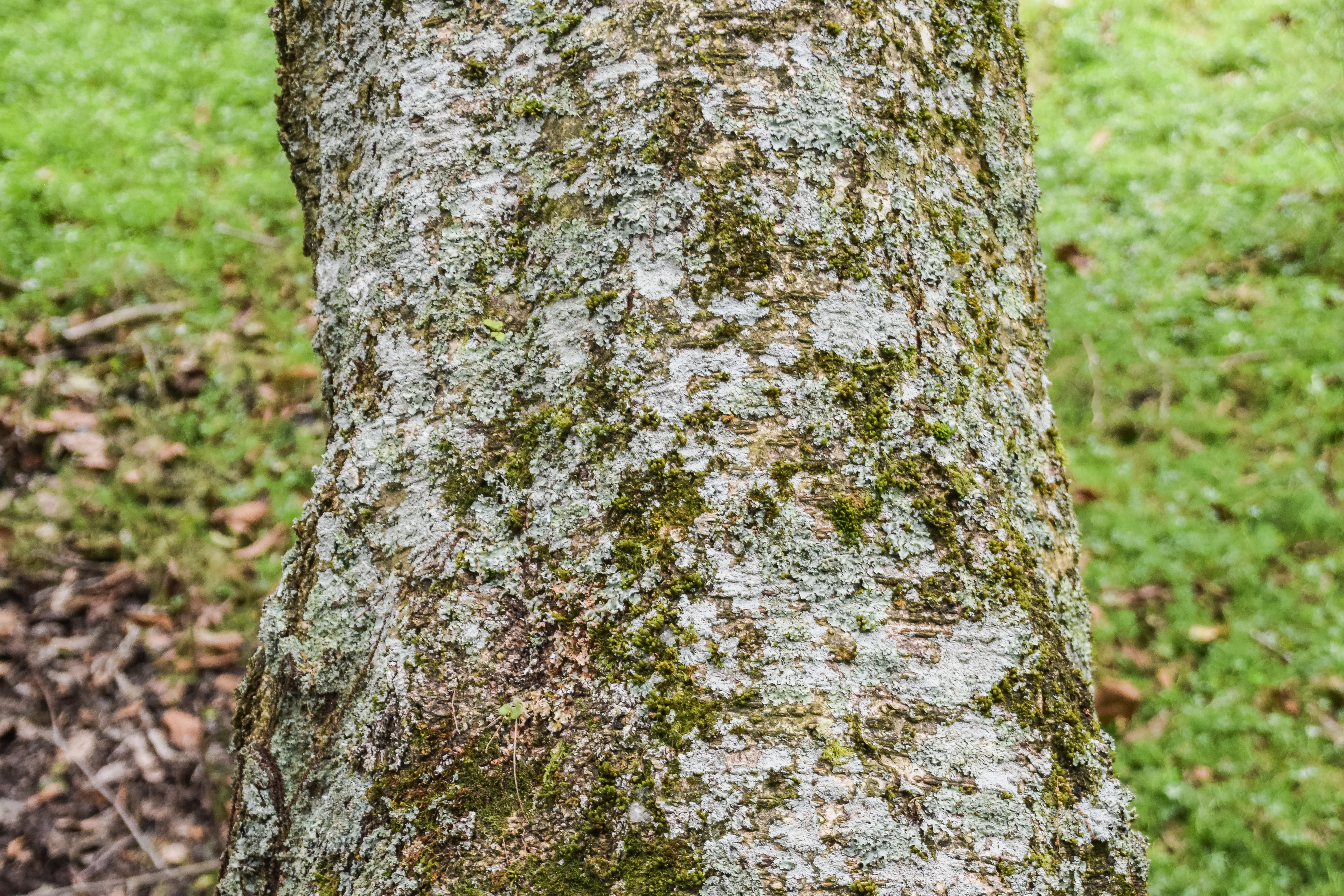
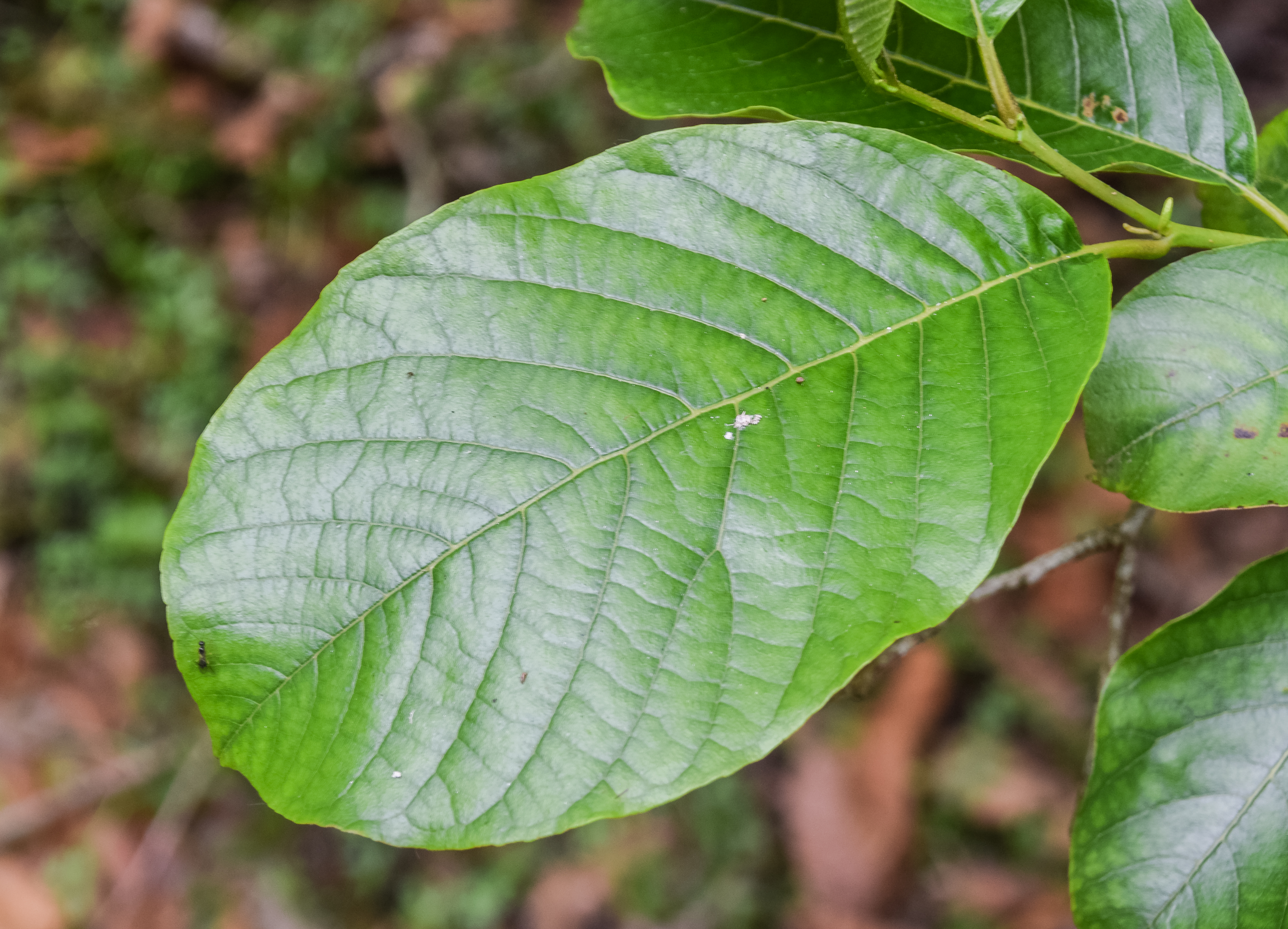
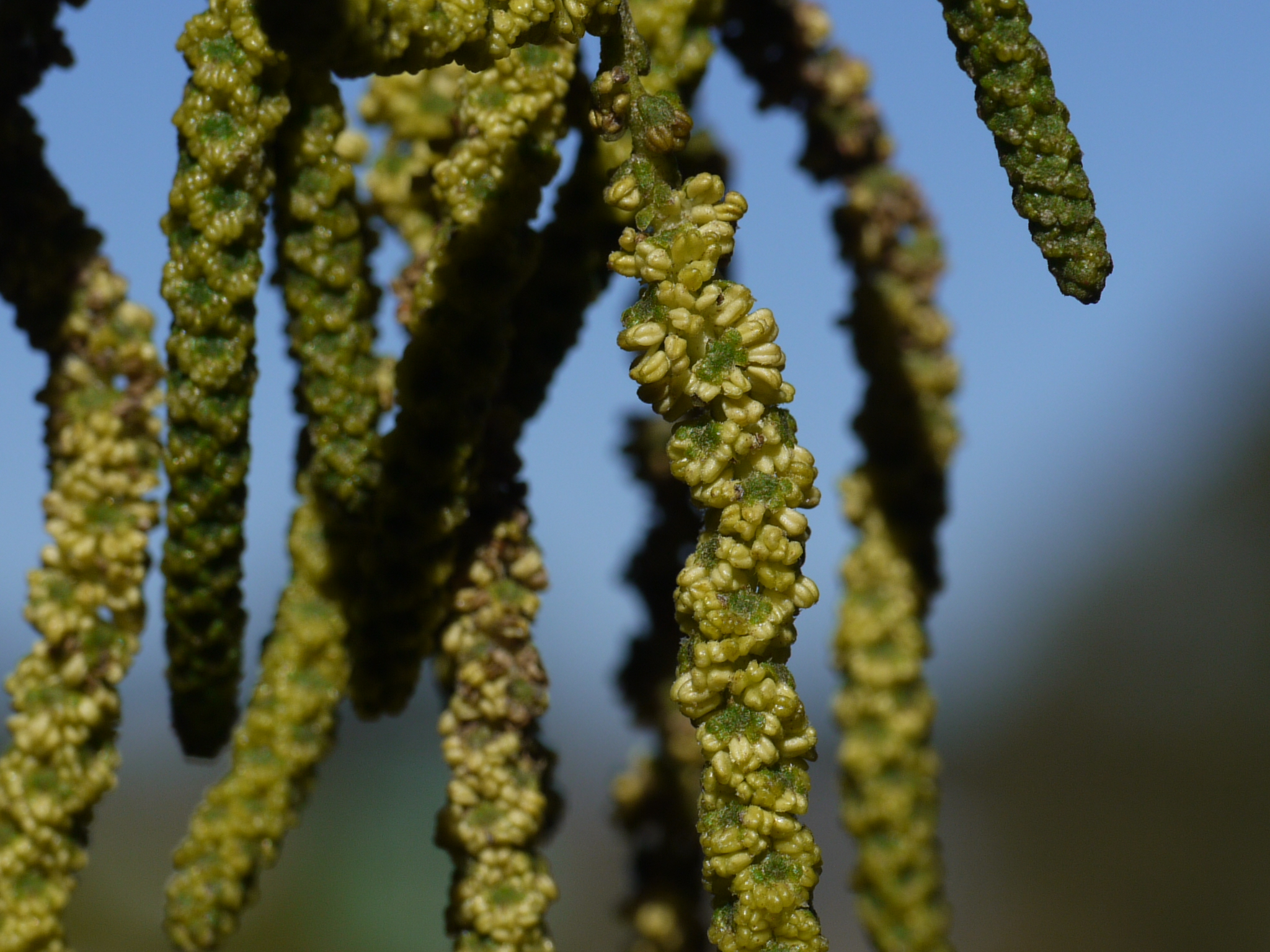
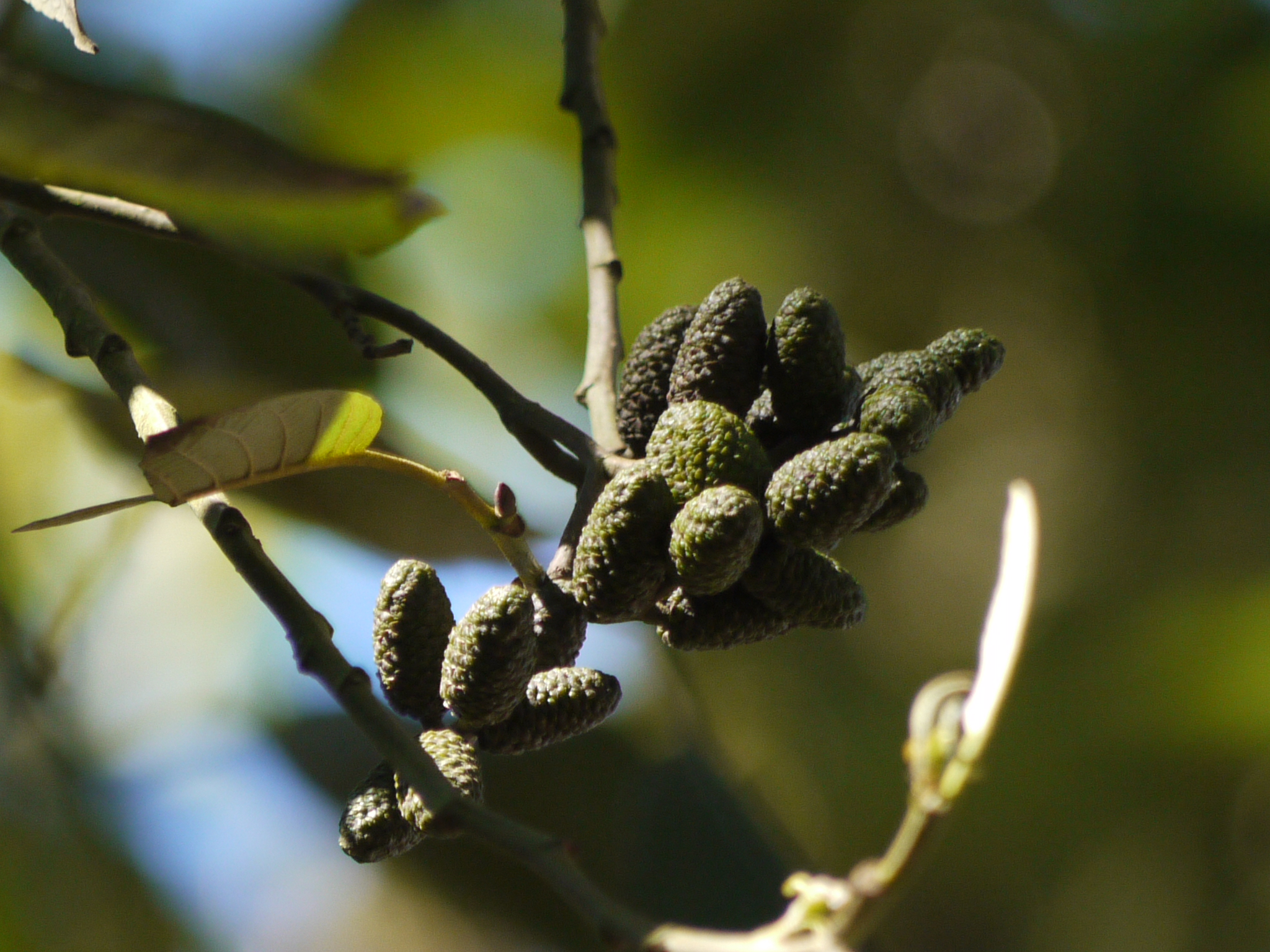